# Полли, Эмилио
Эми́лио По́лли (итал. Emilio Polli), выступавший на соревнованиях также под именем Эми́лио де Фра́нки (итал. Emilio de Franchi; 10 октября 1901, Милан, Королевство Италия — 30 января 1983, Милан, Италия) — итальянский пловец со специализацией на короткие дистанции свободным стилем и короткие дистанции на спине. Участник летних Олимпийских игр 1924 и 1928 годов, а также чемпионатов Европы по водным видам спорта.

## Биография
Родившись в семье дворянских владельцев промышленных предприятий с военными традициями, трое его братьев последовали его примеру, став высокопоставленными офицерами и героями войны.
Родился 10 октября 1901 года в Милане. Он был самым младшим из шести детей в семье предпринимателя Пьетро Полли и его супруги Джулии, урождённой Брамбилла. Отец, владелец пищевой компании «Братья Полли» (итал. Fratelli Polli), не одобрял увлечение сына плаванием. По этой причине в самом начале своей спортивной карьеры Полли выступал под именем «Эмилио де Франки». В начале 1930-х годов он отказался от карьеры актёра в Голливуде, куда его пригласили по предложению друга Джонни Вайсмюллера, и, после смерти отца, возглавил семейное дело «Консервы братьев Полли» (итал. Conserve Fratelli Polli), так, как все его старшие братья избрали военную карьеру. В 1977—1983 годах Полли тренировал племянника, будущего профессионального пловца и тренера Паоло Эмилио Бьотти. Умер он в родном городе 30 января 1983 года.

### Спортивная карьера
Плавать Полли научился в возрасте пяти лет на озере Комо. Кроме плавания, занимался также дайвингом и водным поло. Регулярно участвовал в соревнованиях по водным видам спорта за команду Каноттьери Милано, проводившихся в каналах Милана. В 1924 году дебютировал на чемпионате по водным видам спорта страны, завоевав золото на стометровой дистанции свободным стилем, золото на стометровой дистанции на спине и бронзу в эстафете четыре по двести метров свободным стилем. В том же году Полли представлял Королевство Италию на Олимпийских играх в Париже, где участвовал в эстафете четыре по двести метров свободным стилем, заняв седьмое место в полуфинале. Следующими Олимпийскими играми, в которых спортсмен принимал участие были Олимпийские игры 1928 года в Амстердаме. Здесь Полли также участвовал в эстафете и вышел в полуфинал на стометровой дистанции свободным стилем, заняв тринадцатое место.
Другими международными чемпионатами, в которых он принимал участие, были первый чемпионат Европы по плаванию 1926 года в Будапеште и второй чемпионат Европы по плаванию 1927 года в Болонье. В Будапеште Полли вышел в финал на стометровой дистанции свободным стилем, заняв седьмое место, и в финал эстафеты четыре по двести метров свободным стилем, в которой участвовал в команде с Ренато Бачигалупо, Джанни Патриньяни и Бруно Парендзан, заняв пятое место. В Болонье Полли был пятым на стометровой дистанции свободным стилем и четвёртым в эстафете четыре по двести метров, в команде с Ренато Бачигалупо, Антонио Коннелли и Этторе Де Барбьери.
До 1931 года Полли был лучшим пловцом Королевства Италия в свободном стиле. За свою спортивную карьеру спортсмен двадцать пять раз становился чемпионом Италии. В 1926—1928 годах он трижды завоевывал золото на пятидесятиметровой дистанции свободным стилем. В 1924—1929 и 1931 годах завоевывал золото и в 1930 году серебро на стометровой дистанции свободным стилем. В 1927 году завоевал золото и в 1930 году бронзу в двухсотметровой дистанции свободным стилем. В 1924—1926 годах трижды завоёвывал золото на стометровой дистанции на спине. В эстафете пять по пятьдесят метров свободным стилем завоёвывал золото в 1927 и 1928 годах. В эстафете четыре по сто метров свободным стилем завоевал золото в 1938 году. Это был последний чемпионат страны, в котором Полли принимал участие. В эстафете четыре по двести метров свободным стилем завоёвывал золото в 1927, 1929—1933 и 1936 годах, серебро в 1928 и 1935 годах, бронзу в 1924 году. В эстафете три по сто метров смешанным стилем завоёвывал золото в 1930 году и серебро в 1932 году. И в эстафете четыре по пятьдесят метров смешанным стилем трижды завоёвывал серебро в 1927—1929 годах и бронзу в 1926 году.